# Crioceras dipladeniiflorus
Crioceras dipladeniiflorus là một loài thực vật có hoa trong họ La bố ma. Loài này được (Stapf) K.Schum. mô tả khoa học đầu tiên năm 1900.